# Megradina festiva
Megradina festiva is een rechtvleugelig insect uit de familie Pyrgomorphidae. De wetenschappelijke naam van deze soort is voor het eerst geldig gepubliceerd in 2004 door Storozhenko.